# 데이비드 그린글래스

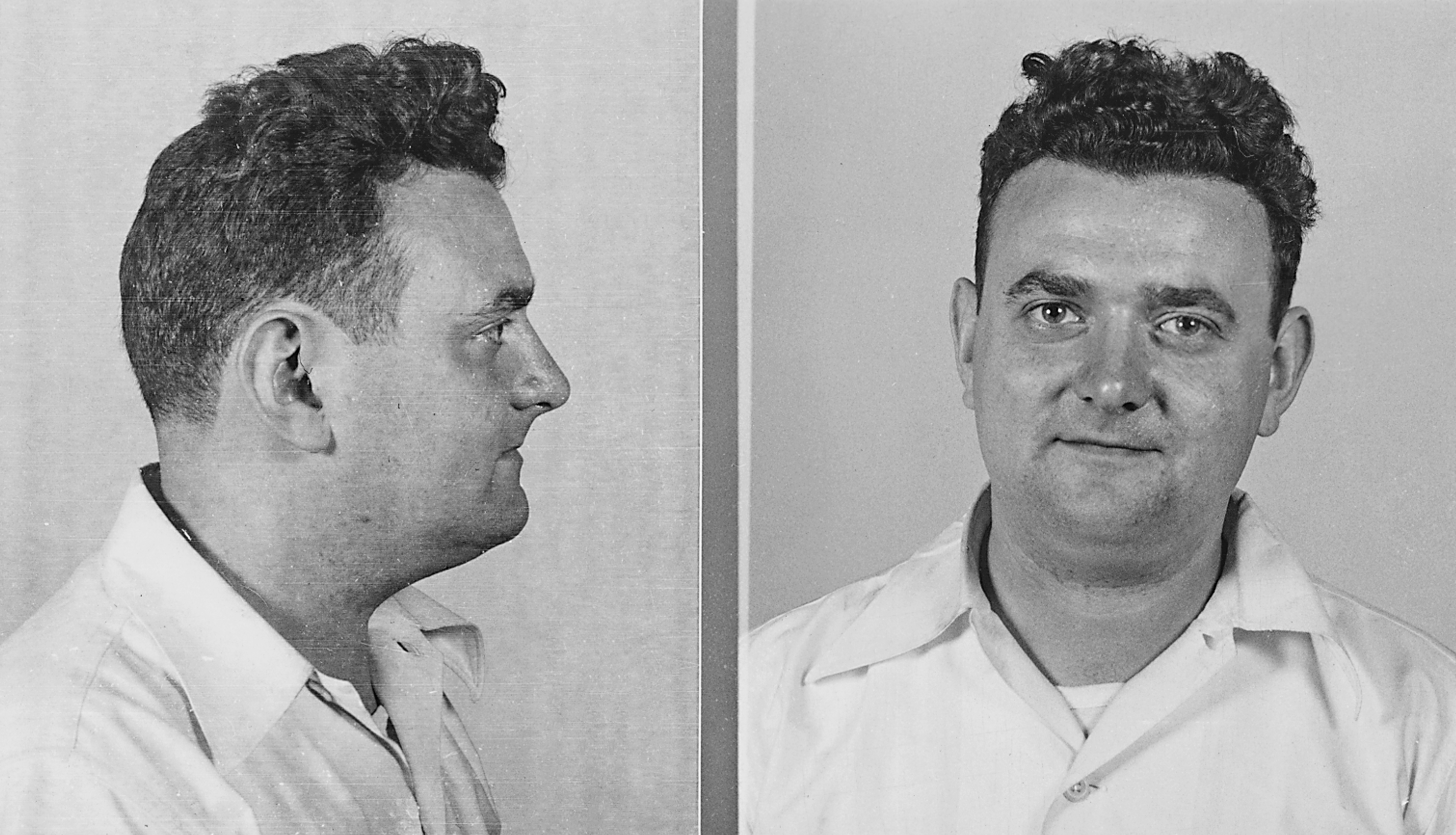
데이비드 그린글래스의 머그샷.

데이비드 그린글래스(David Greenglass: 1922년 3월 2일-2014년 7월 1일)는 미국의 핵물리학자다. 테네시주의 클린턴 공학작업소의 우라늄 농축시설에서 잠시 일하다가, 뉴멕시코의 로스앨러모스 연구소로 옮겨 1944년 8월에서 1946년 2월까지 일했다. 맨해튼 계획 관련자였는데, 소련 간첩으로 포섭되어 누나와 자형인 로젠버그 부부에게 정보를 유출시켰다. 로젠버그 부부는 사형당했고, 그린글래스는 징역 9년 6월형을 복역했다.